# Вінницький музей єврейського побуту
Музей єврейського побуту було створено у 2008 році при Вінницькому обласному товаристві єврейської мови та культури. Євреї, що виїжджали з Вінниччини, приносили і залишали різноманітні предмети побуту, фотографії, портрети, інструменти, посуд тощо.

## Опис
Кімната відтворює єврейське помешкання. В одному приміщенні об'єднано кілька типів експозицій: предмети юдаїки, старовинні меблі та кухонне начиння кінця XIX – початку XX століття. В музеї є такі предмети, як: меблі, знаряддя ремісників, радіоапаратура, кухонні предмети. Меблі мають мідні ручки з різьбою у вигляді орнаментів або квітів. Також в музеї є підсвічники, які раніше стояли у єврейських оселях: як мідні, так і срібні. Серед літератури у музеї є багато молитовників. Одним із старих експонатів є трюмо, яке привезли з міста Бар.

## Історія трюмо
У 1948 році, по закінченню війни, всі жили бідно. Власники трюмо доглядали його, протирали керосином. У одній єврейській сім'ї жив хлопчик 8 років, який гарно малював. Він взяв олівець, сів перед трюмо та відтворив його на папері. Мама, подивившись на малюнок, порадила віднести його в школу та показати вчительці. Вона ж вирішила відправити його на виставку дитячих робіт у Москві. Там картину юного художника побачив театральний режисер. Через деякий час він приїхав у цю сім'ю, щоб купити трюмо, аби використати в спектаклі. Проте сім'я не продала це трюмо, хоча їсти тоді не було що, а за гроші, які пропонував їм режисер можна було жити рік

## Опис експонатів
Невід’ємним атрибутом будь-якої єврейської кімнати було овальне дзеркало в дерев'яній рамі – саме таке висить на стіні музею. Єврейський кошерний буфет – з окремими відділеннями для посуду: в одному ящику посуд для молочних страв, в іншому – для м'ясних, оскільки за єврейськими традиціями молочне і м'ясне не можна змішувати. Тут зберігається кілька справжніх срібних чаш.
Серед експонатів є кілька старих радіоприймачів, радіола, старі швейні машинки «Зінгер».У музеї відтворено куточки кравця, шевця, винороба, фотографа, пекаря. Також є предмети ритуалу єврейської релігії. Одним із унікальних експонатів є прикраса «кетер Тора» та кружка для омовіння рук. Ручки до неї виготовлені з гільзи снаряду. Невід'ємним атрибутом кожної єврейської родини був верстат для прокатки маци. Він потрапив до музею з Бершаді і є найважчим експонатом.
У музейній кімнаті зберігається також багато рукописів. Є набір платівок із піснями на ідиші, спектаклями, мелодіями. У музей їх принесли родичі померлого власника цих платівок.